# Språkbanken Text

Språkbanken Texts logotyp

Språkbanken Text är en forskningsinfrastruktur för språkliga data och en språkteknologisk forskningsenhet vid Göteborgs universitet. Den inrättades under namnet Språkbanken som en nationell resurs 1975, som ett direkt resultat av Sture Alléns pionjärinsatser inom svensk korpuslingvistik under 1960-talet. Språkbankens uppdrag blev och är fortfarande att samla in, förädla och tillgängliggöra språkresurser åt forskare och allmänheten, och att bedriva forskning och utveckling som främjar sån användning. 2018 gick Språkbanken upp i en ny nationell forskningsinfastruktur, Nationella språkbanken, där den ursprungliga Språkbanken under namnet Språkbanken Text är en av tre grenar. De andra sysslar med talat språk (Språkbanken Tal) och med samhällsaspekter av språk och språkteknologisk forskning (Språkbanken Sam).
I Språkbanken finns en unik kompetens vad gäller svenska textkorpusar, parallellkorpusar, svenska elektroniska lexikonresurser samt språkteknologiska verktyg för att bearbeta, annotera och visa upp textkorpusar. Huvuddelen av materialet är modernt, men ambitionen är att resurserna ska avspegla hela den skrivna svenskans historia – från medeltida fornsvenska till modern svenska – med alla dess genrer. Huvuddelen av resurserna, korpusar och lexikon, är fritt åtkomliga för nedladdning och sökning via webbgränssnitt.

## Korpusar
- Presstexter från 1923 till idag
- C.J.L. Almqvists samlade verk
- C.M. Bellmans samlade verk
- August Strindbergs samlade verk
- SUC - Stockholm-Umeå Corpus
- Läkartidningens arkiv
- SNP 78-79, Riksdagens snabbprotokoll
- Källtext
- Svensk trädbank
- Syntag trädbank
- etc.

## Lexikon
- Fornsvenska ordböcker
- SALDO
- SAOB
- Svenskt frasnät
- etc.